# Мугуев, Хаджи-Мурат Магометович
Хаджи-Мурат Магометович Мугуев (осет. Мугуты Хадзы-Мурат; 3 апреля 1893, станица Черноярская, Терская область — 3 ноября 1968, Москва) — советский писатель.

## Биография
Родился в казачьей станице Черноярская в семье осетина-казака. Учился в Тифлисе в реальном и коммерческом училище. Затем поступил в военное кавалерийское училище и окончил его в 1914 году. Участвовал в Первой мировой войне на Кавказском и Персидском фронтах в чине есаула.
В сентябре 1917 — июне 1918 — военный специалист красногвардейского отряда А. А. Гегечкори. В 1918 году вступил в РКП(б).
Во время Гражданской войны служил в Красной Армии. В июне 1918 — феврале 1919 — командир отряда Горского конного дивизиона. В марте — сентябре 1919 — начальник агитационно-пропагандистского отдела XI армии, в сентябре 1919 — сентябре 1920 — начальник политагентуры и разведки штаба XI армии. В январе 1920 года был контужен в районе Кизляра. В сентябре 1920 — мае 1921 — начальник разведки штаба Кавказского фронта. В мае 1921 — ноябре 1923 — военный агент разведки Отдельной Кавказской армии. В ноябре 1923 — декабре 1924 — начальник разведки Батумского укрепрайона.
В декабре 1924 года был демобилизован из армии. Работал в учреждениях культуры и просвещения, в 1925 году возглавлял Азербайджанское фотокиноуправление (АФКУ). Член Союза писателей с 1941 года.
Участник Великой Отечественной войны. В июне—сентябре 1941 — инструктор газеты 62-й истребительной авиационной бригады ВМФ. Участвовал в обороне Крыма. Затем воевал на Западном и Сталинградском фронтах. 14 января 1943 года был тяжело ранен в левое плечо. После излечения до марта 1944 года служил начальником второго отдела Военно-морского музея Красной Армии. С марта 1944 — литературный консультант Военно-морского издательства ВМФ. Уволен из армии в декабре 1945 года в звании подполковника.
Скончался 3 ноября 1968 года в Москве, похоронен на Донском кладбище.

## Творчество
За время своей творческой деятельности писатель создал более ста произведений: стихотворений, рассказов, повестей, очерков, статей. Является автором романа «Буйный Терек», рассказывающего о горцах Северного Кавказа. В своих произведениях автор затрагивает тематику гражданской и Великой Отечественной войны. В повести «К берегам Тигра» описывается поход казаков на Багдад в 1916 году, в котором участвовал сам писатель.
Некоторые произведения автора имеют детективную составляющую. Повесть «Кукла госпожи Барк», по некоторым оценкам, является хрестоматийной в этом жанре.

## Награды
- орден «Знак Почёта» (03.05.1963)
- медаль «За боевые заслуги» (30.04.1945)
- другие медали